# Alexander Hollerbach
Alexander Hollerbach (* 23. Januar 1931 in Gaggenau in Baden; † 15. Dezember 2020) war ein deutscher Rechtswissenschaftler mit den Schwerpunkten Staatskirchenrecht und Rechtsphilosophie.

## Leben
Hollerbach studierte nach seinem Abitur am Altsprachlichen Gymnasium in Rastatt Rechtswissenschaft an den Universitäten Freiburg im Breisgau, Heidelberg und Bonn. Sein erstes juristisches Staatsexamen legte er in Freiburg i. Br. ab. Im Jahr 1957 wurde er bei Erik Wolf mit dem Dissertationsthema „Der Rechtsgedanke bei Schelling. Quellenstudien zu seiner Rechts- und Staatsphilosophie“ promoviert. Aufgrund seiner von Konrad Hesse betreuten Habilitationsschrift über „Verträge zwischen Staat und Kirche in der Bundesrepublik Deutschland“ wurde Hollerbach im Jahr 1964 die akademische Lehrbefugnis für die Fächer Rechtsphilosophie, Staats- und Verwaltungsrecht und Kirchenrecht verliehen. Im Jahr 1966 wurde Hollerbach Ordinarius für Öffentliches Recht und Rechtsphilosophie an der damals noch Wirtschaftshochschule genannten Universität Mannheim, wo er sich besonders Fragen der Reform von Universität und universitärer Lehre widmete. Als Nachfolger von Erik Wolf kehrte er schon im Jahr 1969 nach Freiburg i. Br. an das von diesem gegründete Seminar für Rechtsphilosophie und evangelisches Kirchenrecht zurück. Das Seminar wurde allerdings, ökumenischer Offenheit entsprechend, in „Seminar für Rechtsphilosophie und Kirchenrecht“ umbenannt. Seit 1996 war Hollerbach emeritiert.
Im Jahre 1978 wurde er zum ordentlichen Mitglied der Heidelberger Akademie der Wissenschaften berufen. In den Jahren 1984 bis 1998 moderierte er die „Essener Gespräche zum Thema Staat und Kirche“.
Zu seinem 70. Geburtstag widmeten ihm seine akademischen Schüler Joachim Bohnert, Christof Gramm, Urs Kindhäuser, Joachim Lege, Alfred Rinken und Gerhard Robbers eine Festschrift mit dem Titel Verfassung – Philosophie – Kirche. Zum Kreis der von Hollerbach durch die Promotion Geförderten gehören außer den Herausgebern der Festschrift Armin von Bogdandy, Martin Hochhuth, Stephan Kirste, Gertrude Lübbe-Wolff, Karlheinz Muscheler und Jörg Winter.
Hollerbach war Träger des Päpstlichen Gregoriusordens. 2003 verlieh die Universität Complutense Madrid Hollerbach die juristische Ehrendoktorwürde. Am 25. November 2009 verlieh ihm die Theologische Fakultät der Universität Freiburg die theologische Ehrendoktorwürde. 2011 erhielt er das Verdienstkreuz 1. Klasse der Bundesrepublik Deutschland und den Ehrenring der Görres-Gesellschaft.

## Schriften (Auswahl)
Monografien
- Der Rechtsgedanke bei Schelling. Quellenstudien zu seiner Rechts- und Staatsphilosophie, Frankfurt am Main 1957.
- Verträge zwischen Staat und Kirche in der Bundesrepublik Deutschland, Frankfurt am Main 1965, ISBN 978-3-465-00480-6.
- Katholizismus und Jurisprudenz. Beiträge zur Katholizismusforschung und zur neueren Wissenschaftsgeschichte. Paderborn: Schöningh 2004 (= Rechts- und Staatswissenschaftliche Veröffentlichungen der Görres-Gesellschaft. N.F. Bd. 111), ISBN 3-506-71756-1.
- Ausgewählte Schriften. In Verbindung mit Joachim Bohnert, Christof Gramm, Urs Kindhäuser, Joachim Lege, Alfred Rinken, herausgegeben von Gerhard Robbers. Berlin: Duncker & Humblot 2006, ISBN 3-428-12018-3.
- Jurisprudenz in Freiburg. Beiträge zur Geschichte der Rechtswissenschaftlichen Fakultät der Albert-Ludwigs-Universität. Tübingen: Mohr Siebeck 2007 (= Freiburger Rechtswissenschaftliche Abhandlungen, Bd. 1), ISBN 978-3-16-149248-8.
- Öffentliches Recht an der Universität Freiburg in der frühen Nachkriegszeit. Tübingen: Mohr Siebeck 2019.

Herausgeberschaft
- mit Klaus Hemmerle und Robert Spaemann: Symposion. Philosophische Schriftenreihe. 1975 bis 1994, ZDB-ID 404945-7.